# Edward Barbini
Pour les articles homonymes, voir Barbini.
Edward Barbini est un producteur, réalisateur et directeur de la photographie américain.

## Filmographie partielle

### Comme producteur
- 2000 : Arrest & Trial (série télévisée)
- 2001 : Manhunt (série télévisée)
- 2002 : Covert Action (série télévisée)
- 2003 : Twin Towers
- 2003 : American P.I. (série télévisée)
- 2004 : Crimetime (TV)
- 2005 : Guilty or Innocent? (série télévisée)
- 2005 : Dirty Jobs (série télévisée)

### Comme réalisateur
- 1987 : Under Shelter
- 1994 : Behind Bars (série télévisée)
- 1999 : It's a Miracle (série télévisée)
- 1999 : Red Handed (série télévisée)
- 2000 : Arrest & Trial (série télévisée)
- 2003 : Marc Salem's Out of His Mind (TV)
- 2004 : Crimetime (TV)
- 2005 : Guilty or Innocent? (série télévisée)

### Comme directeur de la photographie
- 1997 : Lowrider Magazine Video IX Classic Tour (vidéo)